# Vnuk
Vnuk je priimek več znanih Slovencev:
- Dejan Vnuk, veteran vojne za Slovenijo
- Jure Vnuk (*1974), hokejist
- Rajko Vnuk (1948 - 2010), hokejist ter oče Jureta in Tomaža
- Tomaž Vnuk (*1970), hokejist